# Phyllonorycter sexnotella
Phyllonorycter sexnotella là một loài bướm đêm thuộc họ Gracillariidae. Nó được tìm thấy ở Hoa Kỳ (Kentucky và Pennsylvania).
Sải cánh dài 7-7.5 mm.